# Kipi (informática)
Kipi (acrónimo en idioma inglés de KDE Image Plugin Interface) es una Interfaz de programación de aplicaciones de código abierto, creada con el objetivo de proveer un conjunto de complementos para  aplicaciones gráficas del escritorio KDE.
Las aplicaciones que utilizan Kipi son: Digikam, KimDaBa, ShowImg y Gwenview.

## Complementos
- Flickr Export: Exporta imágenes al sitio web Flickr.
- WikiMedia Export: Exporta imágenes a los sitio web que utilizan MediaWiki.
- Simple viewerExport: Crea una película en formato flash a partir de imágenes.
- HTML Gallery: Crea una galería de imágenes en formato HTML.
- Raw Converter: Convierte imágenes desde el formato RAW utilizado por las cámaras digitales.
- Exposición de diapositivas: Presentación de diapositivas con efectos en 3D usando OpenGL.
- Mpeg Encoder: Crea una presentación de diapositivas en formato MPEG a partir de imágenes.
- Print Wizard: Asistente para imprimir imágenes en varios formatos.
- Jpeg LossLess: Procesamiento por lotes de imágenes JPEG sin pérdida de metadatos.
- Cd Archiving: Archiva álbumes en CD o DVD con K3b.
- Scan Images: Gestión del escáner utilizando Kooka.
- Screenshot Images: Obtiene capturas de Pantalla utilizando KSnapshot.
- Calendario: Permite crear calendarios.
- Send Images: Complemento para enviar imágenes por correo electrónico.
- Rename Images: Renombrado por lotes de imágenes.
- Convert Images: Procesamiento por lotes de imágenes.
- Border Images: Añadir bordes a las imágenes.
- Filter Images: Procesamiento por lotes utilizando filtros digitales.
- Color images: Procesamiento por lotes utilizando Color Enhancer.
- Effect Images: Efectos de transformación de imágenes.
- Resize Images: Permite cambiar el tamaño de imágenes por lotes.
- Recompress Images: Recompresor por lotes de imágenes.
- Find Duplicate Images: Encuentra imágenes duplicadas en álbumes.
- Fondo de pantalla: Ajuste la imagen como fondo de pantalla.
- Time Adjust: Modifica la fecha y la hora de las imágenes.
- Gallery Export: Interfaz para exportar imágenes al servidor remoto Web Gallery.